# Ugaritische Sprache
Die ugaritische Sprache oder Ugaritisch ist eine semitische Sprache, deren erhaltene Schriftzeugnisse aus dem 14. bis 12. Jahrhundert v. Chr. stammen.
Die ersten in der Neuzeit entschlüsselten Schriftzeugnisse ugaritischer Sprache waren Tontafeln mit mythologischen Gedichten, die ab 1928 in Ras Schamra (Ugarit) im heutigen Syrien entdeckt worden waren. Später wurden auch zahlreiche Briefe, Listen und andere Schriftzeugnisse gefunden und katalogisiert. Ugaritisch ist für die Erforschung des Tanach von enormer Bedeutung, da anhand dieser Texte nicht nur Unklarheiten in hebräischen Texten erhellt werden konnten, sondern auch ein tieferes Verständnis erworben wurde, wie standardisierte Phrasen, literarische Idiome und Ausdrücke aus den Israel umgebenden Kulturen übernommen wurden.
Ugaritisch war die bedeutendste literarische Entdeckung aus der Antike seit der Entzifferung der ägyptischen Hieroglyphen und der mesopotamischen Keilschrift. Die literarischen Texte, die in Ugarit gefunden wurden, geben Einblicke in die ugaritische Religion, so etwa die Legende von Keret, das Aqhat-Epos (auch bekannt als Legende von Danel), den Mythos von Baal-Aliyan und Der Tod Baals.
Ugaritisch war eine semitische Sprache, die in der ugaritischen Schrift, einer alphabetischen Keilschrift mit 30 unterschiedlichen Buchstaben, geschrieben wurde und nicht, wie für akkadische Texte üblich, in einer Silbenschrift. Ugaritische Texte sind vom 14. vorchristlichen Jahrhundert bis zur Zerstörung der Stadt 1180/1170 v. Chr. bezeugt. Somit wurde Ugaritisch mit einem der ältesten bekannten Alphabete geschrieben.

Tabelle des ugaritischen Alphabets

Ugaritisch war die Sprache einer nordwestsemitischen Kultur und ist eng mit den kanaanäischen Sprachen verwandt, auch wenn es wegen des im Ugaritischen fehlenden kanaanäischen Lautwandels von ā > ō (bereits in der Amarna-Zeit im 14./13. Jh. v. Chr. belegt) nicht zu den kanaanäischen Sprachen (im engeren Sinn) gezählt wird. Ugaritisch wird aber als enger Verwandter der zeitgleich existierenden kanaanäischen Grundsprache (Urkanaanäisch) betrachtet, von der die als kanaanäisch (oder kanaanitisch) bezeichneten Sprachen abstammen.